# Financial Action Task Force
De Financial Action Task Force (on Money Laundering) (FATF), ook bekend onder de Franse naam Groupe d'action financière (GAFI), is een intergouvernementele organisatie die in 1989 op initiatief van de G7 werd opgericht om beleid te ontwikkelen ter bestrijding van het witwassen van geld. In 2001, na de aanslagen van 11 september, werd het mandaat uitgebreid met de aanpak van de financiering van terrorisme.
De FATF stelt normen vast en bevordert de implementatie van wettelijke, regelgevende en operationele maatregelen bij de lidstaten. Het werkt aan de noodzakelijke politieke wil om nationale wet- en regelgevingshervormingen op deze gebieden tot stand te brengen.
Sinds 2000 onderhoudt de FATF de zwarte lijst (formeel de "Oproep tot actie" genoemd) en de grijze lijst (formeel de "Andere gecontroleerde rechtsgebieden" genoemd). Financiële instellingen zijn er sindsdien toe overgegaan om middelen en diensten te verplaatsen naar landen die niet op op deze lijsten voorkomen. Dit legt druk op regeringen om regelgeving in te voeren die in overeenstemming is met de FATF.

## Zwarte en grijze lijst
Op de zwarte lijst staan slechts drie landen: Iran, Myanmar en Noord-Korea.
Landen op de grijze lijst zijn Bulgarije, Monaco, Burkina Faso, Venezuela, de Filipijnen, Haïti, Jemen, Syrië en Zuid-Afrika.